# 電信中心 (新加坡)
電信中心（英語：Comcentre），1980年落成，樓高140（460英尺），共32層，是新加坡的商業大廈，亦是新加坡电信的總部，與莱佛士码头一号和新加坡泛太平洋酒店並列為該市第82高大樓。大樓頂部有大型金屬支架，上面裝置了多組天線和衛星天線。